# Danny Aiello
Daniel Louis Aiello Jr., detto Danny (New York, 20 giugno 1933 – New Jersey, 12 dicembre 2019), è stato un attore statunitense.

## Biografia
Aiello nacque il 20 giugno 1933 a Manhattan, New York, in una famiglia povera insieme a sei fratelli. Il padre, Daniel Louis Aiello Sr., era un operaio statunitense figlio di immigrati italiani mentre la madre, Francesca Pietrocova, era una sarta italiana originaria di Napoli. Debuttò nel 1976 con Il prestanome, diretto da Martin Ritt. Ebbe un ruolo minore ne Il padrino - Parte II nella scena del tentato omicidio a Frankie Pentangeli (interpretato da Michael V. Gazzo) con una corda in un bar.
Gli anni ottanta sono quelli in cui diede il meglio in ruoli di attore caratterista. La sua interpretazione più celebre è quella del pizzaiolo italoamericano Sal nel film di Spike Lee, Fa' la cosa giusta, per il quale fu candidato ai Premi Oscar 1990 come miglior attore non protagonista, ma lo si ricorda anche per l'interpretazione del capitano di polizia Vincent Aiello nel capolavoro di Sergio Leone C'era una volta in America (1984) e per il ruolo di Monk ne La rosa purpurea del Cairo (1985) di Woody Allen. Nel 1986 apparve inoltre nel videoclip di Madonna Papa Don't Preach, dove interpretava il padre della cantante, mentre nel 1996 affiancò Angelina Jolie nel film Desert Moon.

## Vita privata
Dal 1955 fino alla morte fu sposato con la produttrice Sandy Cohen. Ebbe da lei quattro figli, due dei quali lavoravano anch'essi nel mondo del cinema: Rick, Danny Aiello III, celebre stuntman, Jamie e Stacy.
I figli Rick e Danny III sono morti entrambi di cancro al pancreas, rispettivamente nel 2010 e nel 2021.

## Filmografia

### Cinema
- Batte il tamburo lentamente (Bang The Drum Slowly), regia di John D. Hancock (1973)
- Il padrino - Parte II (The Godfather Part II), regia di Francis Ford Coppola (1974)
- The Godmothers, regia di William Grefé (1975) - Non accreditato
- Il prestanome (The Front), regia di Martin Ritt (1978)
- Hooch, regia di Edward Mann (1977)
- Rapsodia per un killer (Fingers), regia di James Toback (1978)
- Una strada chiamata domani (Blood Brothers), regia di Robert Mulligan (1978)
- I violenti di Borrow Street (Defiance), regia di John Flynn (1980)
- Li troverò ad ogni costo (Hide in Plain Sight), regia di James Caan (1980)
- Bronx 41º distretto di polizia (Fort Apache the Bronx), regia di Daniel Petrie (1981)
- Chu Chu and the Philly Flash, regia di David Lowell Rich (1981)
- Old Enough, regia di Marisa Silver (1984)
- C'era una volta in America (Once Upon a Time in America), regia di Sergio Leone (1984)
- La maschera della morte (Death Mask), regia di Richard Friedman (1984)
- Broadway Danny Rose, regia di Woody Allen (1984)
- La rosa purpurea del Cairo (The Purple Rose of Cairo), regia di Woody Allen (1985)
- Stuff - Il gelato che uccide (The Stuff), regia di Larry Cohen (1985)
- Protector (The Protector), regia di James Glickenhaus (1985)
- Key Exchange, regia di Barnet Kellman (1985)
- Radio Days, regia di Woody Allen (1987)
- Kidnapping - Pericolo in agguato (Man on Fire), regia di Élie Chouraqui (1987)
- Ehi... ci stai? (The Pick-Up Artist), regia di James Toback (1987)
- Stregata dalla luna (Moonstruck), regia di Norman Jewison (1987)
- Russicum - I giorni del diavolo, regia di Pasquale Squitieri (1988)
- Viaggio nell'inferno (White Hot), regia di Robby Benson (1988)
- Un detective... particolare (The January Man), regia di Pat O'Connor (1989)
- Fa' la cosa giusta (Do The Right Thing), regia di Spike Lee (1989)
- Shocktroop, regia di J. Christian Ingvordsen (1989)
- Harlem Nights, regia di Eddie Murphy (1989)
- Allucinazione perversa (Jacob's Ladder), regia di Adrian Lyne (1990)
- The Closer, regia di Dimitri Logothetis (1990)
- He Ain't Heavy, regia di Milan Cheylov (1990) - Cortometraggio
- Ancora una volta (Once Around), regia di Lasse Hallström (1991)
- Hudson Hawk - Il mago del furto (Hudson Hawk), regia di Michael Lehmann (1991)
- Perseguitato dalla fortuna (29th Street), regia di George Gallo (1991)
- Ruby, il terzo uomo a Dallas (Ruby), regia di John Mackenzie (1992)
- Amanti, primedonne (Mistress), regia di Barry Primus (1992)
- Il club delle vedove (The Cemetery Club), regia di Bill Duke (1993)
- Buona fortuna, Mr. Stone (The Pickle), regia di Paul Mazursky (1993)
- Harry e Carota (Me and the Kid), regia di Dan Curtis (1993)
- Léon, regia di Luc Besson (1994)
- Prêt-à-Porter, regia di Robert Altman (1994)
- Save the Rabbits, regia di Jean-Pierre Marois (1994) - Cortometraggio
- Il potere della legge (Power of Attorney), regia di Howard Himelstein (1995)
- Two Much - Uno di troppo (Two Much), regia di Fernando Trueba (1995)
- Lieberman in Love, regia di Christine Lahti (1995) - Cortometraggio
- City Hall, regia di Harold Becker (1995)
- Due giorni senza respiro (2 Days in the Valley), regia di John Herzfeld (1996)
- Desert Moon (Mojave Moon), regia di Kevin Dowling (1996)
- Killer per caso, truffatore per scelta (Bring Me the Head of Mavis Davis), regia di John Henderson (1997)
- A Brooklyn State of Mind, regia di Frank Rainone (1998)
- Wilbur Falls, regia di Juliane Hiam (1998)
- 18 Shades of Dust, regia di Danny Aiello III (1999)
- Mambo Café, regia di Reuben Gonzalez (2000)
- Dinner Rush, regia di Bob Giraldi (2000)
- Prince of Central Park, regia di John Leekley (2000)
- Off Key, regia di Manuel Gómez Pereira (2001)
- Mail Order Bride, regia di Robert Capelli Jr. e Jeffrey Wolf (2003)
- Zeyda and the Hitman, regia di Melanie Mayron (2004)
- The Fool, regia di Billie Mintz (2005) - Cortometraggio
- Brooklyn Lobster, regia di Kevin Jordan (2005)
- Slevin - Patto criminale (Slevin), regia di Paul McGuigan (2006)
- The Last Request, regia di John DeBellis (2006)
- A Broken Sole, regia di Antony Marsellis (2006)
- Stiffs, regia di Frank Ciota (2010)
- Capone: The Rehearsal, regia di Bob Giraldi (2011) - Cortometraggio
- Reach Me - La strada per il successo (Reach Me), regia di John Herzfeld (2014)
- The Neighborhood, regia di Frank D'Angelo (2017)
- Little Italy - Pizza, amore e fantasia, regia di Donald Petrie (2018)
- The Last Big Save, regia di Frank D'Angelo (2019)
- Making a Deal with the Devil, regia di Frank D'Angelo (2019)

### Televisione

#### Serie tv
- Kojak, episodio Black Thorn (1976)
- Mike Andros (The Andros Targets), episodi The Treatment Succeeded But the Patient Died, The Beast of Athens e The Deadly Silence (1977)
- On Our Own, episodio Add Two Children and Stir (1978)
- ABC Afterschool Specials, episodi A Family of Strangers (1980) e The Unforgivable Secret (1982)
- Mary Benjamin (Nurse), episodio Hands of Gold (1982)
- 3-2-1 Contact, episodio Babies: Growth and Development (1983)
- Un salto nel buio (Tales from the Darkside), episodio 1x05 (1984)
- The Lucie Arnaz Show, episodio Good Sports (1985)
- Lady Blue (1985-1986)
- Night Heat, episodio Comeback (1987)
- L'ultimo padrino (The Last Don), miniserie (1997)
- Dellaventura (1997-1998)
- The Last Don II, miniserie (1998)

#### Film tv
- L'ultimo inquilino (The Last Tenant), regia di Jud Taylor (1978)
- Lovey: A Circle of Children, Part II, regia di Jud Taylor (1978)
- Gemini, regia di Barnet Kellman (1982)
- Questione d'onore (A Question of Honor), regia di Jud Taylor (1982)
- All'ultimo sangue (Blood Feud), regia di Mike Newell (1983)
- Daddy - Un padre ragazzo (Daddy), regia di John Herzfeld (1987)
- The Hustler of Money, regia di Ralph Glenn Howard, Steve Klayman e Ben Stiller (1987) - Cortometraggio
- Un commissario all'inferno (Alone in the Neon Jungle), regia di Georg Stanford Brown (1988)
- Delitto al Central Park (The Preppie Murder), regia di John Herzfeld (1989)
- Brothers' Destiny, regia di Dean Hamilton (1995)

## Riconoscimenti
- Premio Oscar
  - 1990 – Candidatura per il miglior attore non protagonista per Fa' la cosa giusta
- Golden Globe
  - 1990 – Candidatura per il miglior attore non protagonista per Fa' la cosa giusta
- Los Angeles Film Critics Association Awards
  - 1989 – Miglior attore non protagonista per Fa' la cosa giusta
- Chicago Film Critics Association Awards
  - 1989 – Miglior attore non protagonista per Fa' la cosa giusta
  - 1991 – Candidatura per il miglior attore non protagonista per Ancora una volta
- Daytime Emmy Awards
  - 1981 – Miglior performer di un programma o serie televisiva per bambini per ABC Afterschool Specials (episodio A Family of Strangers)
- Gemini Awards
  - 1988 – Candidatura per la migliore guest performance in una serie per Night Heat
- Boston Society of Film Critics Awards
  - 1989 – Miglior attore non protagonista per Fa' la cosa giusta
- National Board of Review of Motion Pictures Awards
  - 1994 – Miglior cast per Prêt-à-Porter (condiviso con il resto del cast)
- Online Film & Television Association
  - 1997 – Candidatura per il miglior attore in un film o miniserie per L'ultimo padrino
- Chautauqua International Film Festival
  - 2019 – Miglior attore per The Last Big Save
- Hoboken International Film Festival
  - 2019 – Miglior attore non protagonista per Making a Deal with the Devil

## Doppiatori italiani
Nelle versioni in italiano delle opere in cui ha recitato, Danny Aiello è stato doppiato da:
- Sandro Sardone in Hudson Hawk - Il mago del furto, Ruby - Il terzo uomo a Dallas, Buona fortuna, Mr .Stone, Due giorni senza respiro
- Michele Gammino in Two Much - Uno di troppo, L'ultimo padrino, Wilbur Falls, Little Italy - Pizza, amore e fantasia
- Glauco Onorato in Bronx 41º distretto di polizia, Delitto al Central Park
- Oreste Rizzini in Broadway Danny Rose, Slevin - Patto criminale
- Pino Locchi in Ancora una volta, Amanti, primedonne
- Michele Kalamera in Perseguitato dalla fortuna, Harry e Carota
- Giorgio Lopez in Léon, Prêt-à-Porter
- Franco Odoardi in Questione d'onore
- Carlo Giuffré in C'era una volta in America
- Paolo Lombardi in La rosa purpurea del Cairo
- Guido Cerniglia in  Stuff - Il gelato che uccide
- Sergio Di Giulio in Kidnapping - Pericolo in agguato
- Dario De Grassi in Ehi... ci stai?
- Sergio Rossi in Stregata dalla luna
- Luciano De Ambrosis in Russicum - I giorni del diavolo
- Alessandro Rossi in Un detective... particolare
- Romano Ghini in Fa' la cosa giusta
- Renzo Stacchi in Harlem Nights
- Bruno Alessandro in Allucinazione perversa
- Vittorio Congia ne Il club delle vedove
- Gianni Bonagura in City Hall
- Angelo Nicotra in Desert Moon
- Sergio Troiano in Dellaventura
- Vittorio Di Prima in Off Key - Tre tenori
- Mario Scarabelli in Reach Me - La strada del successo
- Antonio Palumbo in C'era una volta in America (ridoppiaggio)